# Élections générales manitobaines de 1969
L’élection générale manitobaine de 1969 a eu lieu le 25 juin 1969 pour élire les députés à l'Assemblée législative du Manitoba.
L'élection a été remportée par le Nouveau parti démocratique du Manitoba (social-démocrate), qui accède ainsi au pouvoir pour la première fois dans la province.  Son chef Edward Schreyer devient premier ministre du manitoba néo-démocrate, mais son gouvernement est minoritaire. Il défait le Parti progressiste-conservateur du Manitoba dirigé par Walter Weir forme l'Opposition officielle.

## Résultats
| Parti | Parti                     | Chef               | Nombre de candidats | Députés | Députés   | Députés  | Députés | Votes   | Votes    | Votes |
| Parti | Parti                     | Chef               | Nombre de candidats | 1966    | Élus 1969 | % Diff.  | Nombre  | %       | Diff.    |       |
| ----- | ------------------------- | ------------------ | ------------------- | ------- | --------- | -------- | ------- | ------- | -------- | ----- |
|       | Néo-démocrate             | Edward Schreyer    | 57                  | 11      | 28        | +154,5 % | 128,080 | 38,27 % | +15,13 % |       |
|       | Progressiste-conservateur | Walter Weir        | 57                  | 31      | 22        | -29,0 %  | 119,021 | 35,56 % | -4,40 %  |       |
|       | Libéral                   | Robert Bend        | 57                  | 14      | 5         | -64,3 %  | 80,288  | 23,99 % | -9,14 %  |       |
|       | Crédit Social             | Jacob Froese       | 6                   | 1       | 1         | -        | 4,535   | 1,36 %  | 2,18 %   |       |
|       | Communiste                | William Cecil Ross | 2                   | -       | 0         | -        | 744     | 0,22 %  | +0,02 %  |       |
|       | Indépendants              | Indépendants       | 5                   | -       | 1         | -        | 2,020   | 0,60 %  | +0,57 %  |       |
| Total | Total                     | Total              | 184                 | 57      | 57        | -        | 334,688 | 100 %   | -        |       |